# Metaclisis masoni
Metaclisis masoni är en stekelart som beskrevs av Lubomir Masner 1981. Metaclisis masoni ingår i släktet Metaclisis och familjen gallmyggesteklar. Inga underarter finns listade i Catalogue of Life.